# Theridion furfuraceum
Theridion furfuraceum är en spindelart som beskrevs av Simon 1914. Theridion furfuraceum ingår i släktet Theridion och familjen klotspindlar. Inga underarter finns listade i Catalogue of Life.